# Zuiderdam (schip, 2002)
De Zuiderdam is een cruiseschip van de Holland-Amerika Lijn. De Zuiderdam is het zusterschip van de Westerdam, de Noordam en de Oosterdam. Het schip werd op 14 december 2001 te water gelaten en een jaar opgeleverd door Fincantieri.
Amsterdam ·
Eurodam · 
Koningsdam ·
Maasdam ·
Noordam ·
Oosterdam ·
Prinsendam ·
Rotterdam ·
Ryndam ·
Statendam ·
Veendam ·
Volendam ·
Westerdam ·
Zaandam ·
Zuiderdam